# Jonville-en-Woëvre
 Jonville-en-Woëvre  es una población y comuna francesa, en la región de Lorena, departamento de Mosa, en el distrito de Commercy y cantón de Vigneulles-lès-Hattonchâtel.

## Demografía
| 181 | 133 | 129 | 118 | 123 | 119 |
| Para los censos de 1962 a 1999 la población legal corresponde a la población sin duplicidades (Fuente: INSEE [Consultar]) |     |     |     |     |     |